# Thozetella nivea
Thozetella nivea är en svampart som först beskrevs av Miles Joseph Berkeley, och fick sitt nu gällande namn av Carl Ernst Otto Kuntze 1891. Thozetella nivea ingår i släktet Thozetella och familjen Chaetosphaeriaceae.   Inga underarter finns listade i Catalogue of Life.